# Театр Болгарской армии
Театр Болгарской армии — театр в столице Болгарии, Софии, существующий с 1950 года.
Театр имеет две сцены: основную со зрительским залом на 500 мест и камерный на 60 мест.
В репертуаре театра представлены пьесы Шекспира, Шиллера, Кальдерона, А. П. Чехова, Генрика Ибсена, Максима Горького, Бертольта Брехта,
Фридриха Дюрренматта, Теннесси Уильямса, а также пьесы болгарских драматургов.
Театр неоднократно выезжал на гастроли в Россию, Германию, Мексику, Испанию, Бельгию, Францию, Израиль, Польшу, Швейцарию.
В труппе театра играют известные актёры театра и кино (Васил Михайлов, Ивайло Христов, Иван Радоев, Анастасия Ингилизова, Камен Донев, Стефания Колева), а также молодое поколение актёров.

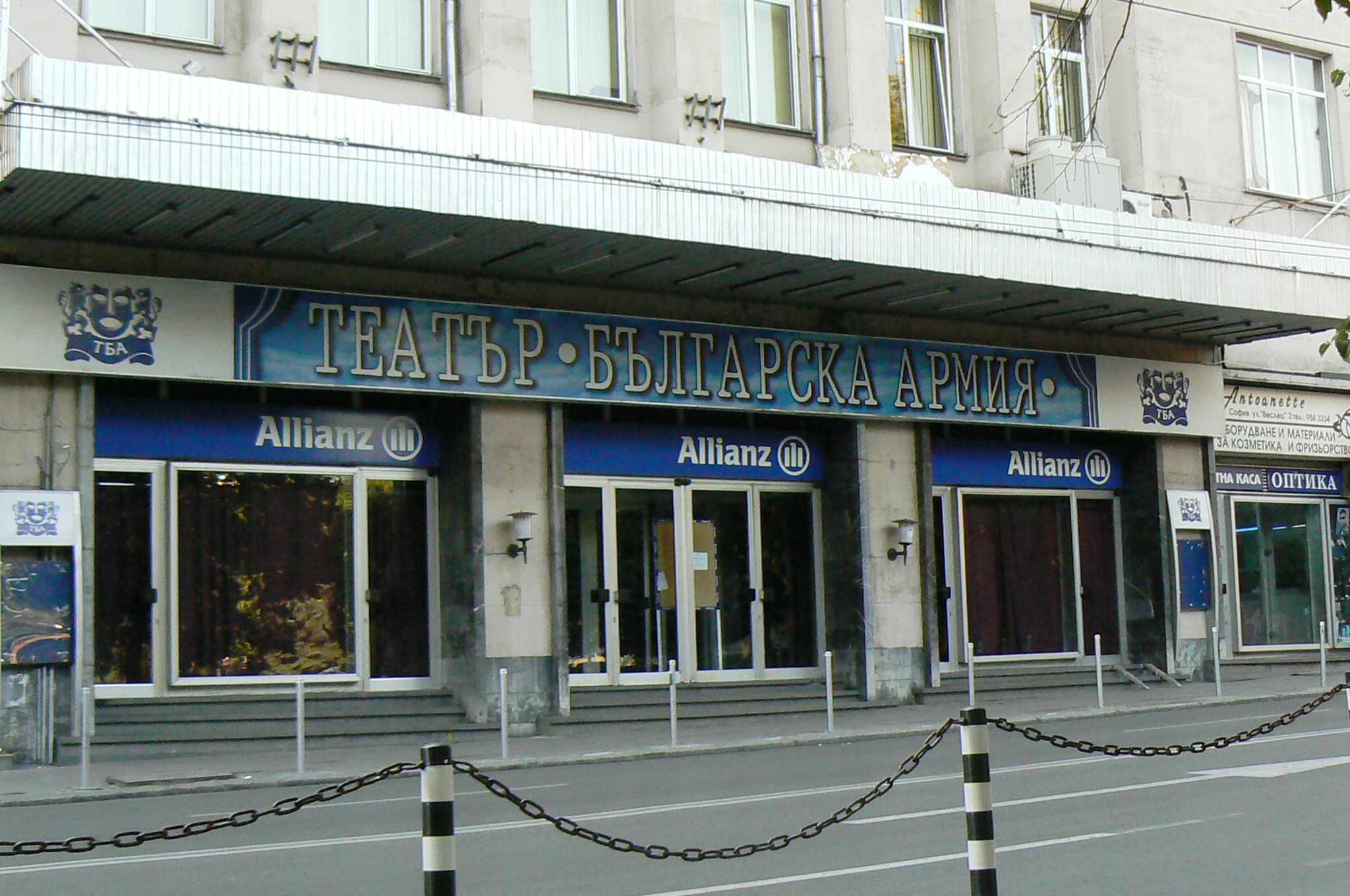
Здание театра